# Michèle Ray-Gavras
Michèle Ray-Gavras, nata Michèle Ray (Parigi, 1939), è un produttrice cinematografica ed ex-giornalista francese.

## Biografia
Modella per Chanel a Parigi fino al 1960, abbraccia in seguito le idee della sinistra radicale e diventa una reporter indipendente. Tra i suoi primi lavori, viaggia dalla Terra del Fuoco all'Alaska su di una Renault 4 per un reportage del periodico Elle.
A 27 anni, segue per Le Nouvel Observateur la guerra del Vietnam dal luglio 1966 al febbraio 1967, prima in compagnia delle truppe americane e poi, oltrepassato il 17º parallelo nord, proseguendo da sola su di una Renault Dauphine. Il 17 gennaio 1967 viene catturata dai Viet Cong, che la interrogheranno per 12 ore; sarà rilasciata il 6 febbraio seguente. Durante la sua prigionia, Ray testimonierà di essersi trovata in un'occasione sotto bombardamento americano per ben 10 ore. Quello stesso anno, il suo reportage per l'Observateur diventa un libro e viene utilizzato come materiale del film collettivo Lontano dal Vietnam, mentre lei si trova in Bolivia a scrivere della morte di Che Guevara per Paris Match.
Nel 1970, incontra in clandestinità Andreas Baader, Gudrun Ensslin ed Ulrike Meinhof della RAF, consegnando una registrazione a nastro di quest'ultima a Der Spiegel. Nel 1971, mentre si trovava in Uruguay per seguire quelle che saranno le ultime elezioni libere del Paese prima del colpo di Stato del 1973 e della successiva dittatura, viene sequestrata dall'organizzazione anarchica OPR-33, e rilasciata tre giorni dopo.
Dalla fine degli anni settanta è diventata produttrice di tutti i film "francesi" del suo secondo marito, il regista Costa-Gavras. Nel 1995 è stata un membro della giuria internazionale del concorso al 48º Festival di Cannes.

### Vita privata
Ha incontrato Costa-Gavras all'età di 24 anni, sposandolo al termine delle riprese di Z - L'orgia del potere il 31 agosto 1968. La coppia ha avuto tre figli: il produttore Alexandre Gavras (n. 1969), la regista Julie Gavras (n. 1970) e il regista Romain Gavras (n. 1981).

## Filmografia

### Produttrice
- El recurso del método, regia di Miguel Littín (1978)
- Hanna K., regia di Costa-Gavras (1983) - produttrice esecutiva
- Le Thé au harem d'Archimède, regia di Mehdi Charef (1985)
- Consiglio di famiglia (Conseil de famille), regia di Costa-Gavras (1986)
- Miss Mona, regia di Mehdi Charef (1987)
- Camomille, regia di Mehdi Charef (1988)
- La piccola apocalisse (La Petite Apocalypse), regia di Costa-Gavras (1993)
- Latcho Drom, regia di Tony Gatlif (1993)
- Dellamorte Dellamore, regia di Michele Soavi (1994) - produttrice esecutiva
- Sostiene Pereira, regia di Roberto Faenza (1995)
- Mondo, regia di Tony Gatlif (1995)
- Amen., regia di Costa-Gavras (2002) - produttrice esecutiva
- Cacciatore di teste (Le Couperet), regia di Costa-Gavras (2005)
- Cartouches Gauloises, regia di Mehdi Charef (2007)
- Verso l'Eden (Eden à l'ouest), regia di Costa-Gavras (2009)
- Le Capital, regia di Costa-Gavras (2012)
- Graziella, regia di Mehdi Charef (2015)
- Adults in the Room, regia di Costa-Gavras (2019)
- No Other Choice (어쩔 수가 없다?, Eojjeol suga eopdaLR), regia di Park Chan-wook (2025)

### Attrice
- Ladri di cadaveri - Burke & Hare (Burke & Hare), regia di John Landis (2010)

## Opere letterarie
- (FR) Des deux rives de l'enfer, Parigi, Robert Laffont, ISBN 9782221207598.